# Tramwaje w Valence
Tramwaje w Valence − zlikwidowany system komunikacji tramwajowej we francuskim mieście Valence, działający w latach 1927−1950.

## Historia
Pierwszy projekt budowy linii tramwajowej pomiędzy Valence a Saint-Péray powstał w 1880. Linię tramwajową o długości 4 km łączącą oba miasta otwarto 19 sierpnia 1927, była to jedna z ostatnich linii tramwajowych zbudowanych we Francji. Do obsługi linii zakupiono 2 wagony silnikowe i 2 wagony doczepne. Do 1928 linia ta była również wykorzystywana przez tramwaje parowe, które kursowały na trasie Vernoux – Saint-Péray. Ruch na linii wstrzymano w 1940 po zniszczeniu mostu nad rzeką Rodan. Później tramwaje kursowały na odcinku Saint-Péray − Granges. Linię tramwajową zastąpiono autobusami w 1950. 